# Dialecto de Jinhua
El dialecto de Jinhua (AFI: /ʨiɲ334-33 uɑ313-55 uɑ14/) es un dialecto del chino Wu, clasificado dentro de la variedad ginqu, su uso se extiende dentro de la ciudad de Jinhua, Provincia de Zhejiang. El dialecto de Jinhua es cercano al dialecto vecino de Lanxi, sin embargo la inteligibilidad con sus otros dialectos vecinos es baja. Dentro de la misma Jinhua se destacan diferencias significativas en el léxico, pronunciación y gramática dependiendo de las zonas céntricas y rurales, estas diferencias también se observan entre hablantes jóvenes y mayores.

## Wuzhou
El dialecto de Jinhua se clasifica dentro de la rama wuzhou (婺州話 o 務州片) del chino wu hablada alrededor de esta ciudad que toma el nombre del antiguo condado de Wuzhou. A fecha de 1987 tenía unos 4 millones de hablantes. Es solo parcialmente inteligible con el taihu. También pertenecen a esta rama los dialectos de Lanxi, Pujiang, Yiwu, Dongyang, Pan'an, Yongkang, Wuyi y Jiande.

## Vocabulario

### Pronombres

#### Personales
|          | Primera persona                 | Segunda persona                             | Tercera persona        |
| -------- | ------------------------------- | ------------------------------------------- | ---------------------- |
| Singular | 我 /ɑ535/ 我侬 /ɑ535-53 noŋ535/ | 尔侬 /noŋ535/                               | 佢 /gəʔ212/            |
| Plural   | 我浪 /ɑ535-55 lɑŋ14/            | 侬浪 /noŋ535-55 lɑŋ14/ 尔浪 /ɲ̍535-55 nɑŋ14/ | 佢浪 /gəʔ212-21 lɑŋ14/ |

#### Demostrativos e Interrogativos
|          | Cercanía  | Lejanía     | Interrogativo |
| -------- | --------- | ----------- | ------------- |
| Mandarín | 这        | 那          | 哪            |
| Jinhua   | 箇 /kəʔ4/ | 嚜 /məʔ212/ | 哪 /lɑ535/    |

### Verbos
| 望 /moŋ14/ Ver, Mirar 落 /loʔ212/ Equivalente a "下" del Mandarín. \| Ej: "落车", "落雨", "落去", "落班" 徛 /kɛ535/ Pararse, Estar 喫 /ʨʰiəʔ4/ Comer, Tomar, Fumar 𨀤 /lɛ14/ Recostarse 讴 /eu334/ ① Llamar ② Llamarse ③ Permitir | 惊 /kuɑŋ334/ ① Tener miedo ② Asustar 囥 /kʰɑŋ55/ ① Esconder ② Colocar 饲 /zɿ14/ Alimentar 煠/zuɑ14/ Cocinar (haciendo uso de agua hervida), Cocer |

### Sustantivos
堰 /ie55/ Dique
雩 /xiu55/ Arcoíris
生世 /sɑŋ334-33 ɕyɤ55/ Vida
生活 /sɑŋ334-33 uɑ14/ Trabajo
暗槽 /ɤ55-33 zɑu313-14/ Cajón

#### Vegetación
| 落苏 /loʔ212-21 su334-55/ Berenjena 蚕豆 /zɤ313-31 diu14/ Arveja 佛豆 /vəʔ212-21 diu14/ Haba 包萝 /pɑu334-33 luɤ313-55/ Maíz 香荠 /ɕiɑŋ334-33 sie535/ Bolsa de pastor 天萝 /tʰia334-33 luɤ313-55/ Luffa 蕃芋 /xuɑ334-33 y14-55/ Batata | 芫荽/yɤ313-31 ɕyɛ334-55/ Cilantro 圈葱 /ʨʰyɤ334-33 ʦʰoŋ334-55/ Apio 金瓜 /ʨiɲ334-33 kuɑ334-55/ Calabaza 藤梨 /dəɲ313-31 li313-14/ Kiwi 鼠耳 /ʦʰɿ535-33 ɲ̍535/ Jersey Cudweed 朝日葵 /ʨiɑu313-33 ȵiəʔ212-21 ʥy313-14/ Girasol 菠薐菜 /po334-33 ləɲ313-33 ʦʰɛ55/ Espinaca |

#### Fauna
| 卵 /ləɲ535/ Huevo \| Ej: "鸡卵", "茶叶卵" 蟢 /ɕi535/ （八脚蟢 /pɤa55 ʨiəʔ4 ɕi535/） Araña 土狗 /tʰu535-53 kiu535/ Alacrán cebollero 蛤宝 /kəʔ4 pɑu535/ Sapo 蛤蚤 /kəʔ4 ʦɑu535/ Pulga 抄牛 /ʦʰɑu334-33 ȵiu313-55/ Escarabajo Longicornio | 猴狲 /uəʔ212-21 səɲ334-55/ Mono 芒蚣 /moŋ313-31 koŋ334-55/ Ciempiés 鳙鲢 /zoŋ313-31 lia313-14/ Carpa cabezona 蚰蚰螺 /iu313-33 iu313-31 luɤ313-14/ Caracol 鲳鳊鱼 /ʨʰiɑŋ334-33 pie334-55 ȵy0/ Palometa blanca 狗涴蝮 /kiu535-55 uɤ55-33 pʰoʔ4/ Agkistrodon |

### Apelativos
伯嚭 /bəʔ212-21 pʰi535/ Creído, Charlatan
老货 /lɑu535-53 xuɤ55/ Equivalente a 老汉, 老头子 del Mandarín
老母兒 /lɑu535-55 mɤã535-14/ Esposa
姆妈 /m̩55 mɛ0/ ① Mama ② Suegra
鬼王 /ʨy535-55 uɑŋ313/ Nene, Chico, Hombrecillo (Informal)
赖料 /lɑ14-31 liɑu14/ Sinvergüenza
贼骨头 /zəʔ212-21 kuəʔ4 tiu313-55/ Ladrón

### Números
| Mandarín | 零          | 一        | 二 两                 | 三         | 四        | 五        | 六          | 七          | 八         | 九          |
| DJinhua  | 零 /liɲ313/ | 一 /iəʔ4/ | 两 /liɑŋ535/ 二 /ɲ̍14/ | 三 /sɑ334/ | 四 /si55/ | 五 /ɲ̍535/ | 六 /loʔ212/ | 七 /ʦʰiəʔ4/ | 八 /pɤa55/ | 九 /ʨiu535/ |
| Mandarín | 十           | 二十       | 百        | 千          | 万        |
| Jinhua   | 十 /ʑiəʔ212/ | 廿 /ȵia14/ | 百 /pəʔ4/ | 千 /ʦʰia55/ | 万 /vɑ14/ |

### Clasificadores
记 /ʨie55/ (un) Momento, Equivalente a "会儿", "下" del Mandarín. Ej: "侬望一记" (Mandarín: 你看一下)
爿 /bɑ313/ ① Clasificador para tiendas, negocios, terrenos. Ej: "一爿店"

### Adjetivos
㽺 /ɕiəʔ4/ Mal, Malo
细 /sia55/ Pequeño
喫力 /ʨʰiəʔ4 liəʔ212/ Cansado
推板 /tʰɛ334-33pɑ535-55/  Mal, Malo, Deficiente
罪过 /sɛ535-53 kuɤ55/ Pobre
倒灶 /tɑu535-53 ʦɑu55/ ① Mala suerte ② Desastroso ③ Pobre
木佬佬  /moʔ212-21 lɑu334-33 lɑu334-55/ o /moʔ212-21 lɑu14 lɑu0/ Mucho

### Adverbios
弗 /fəʔ4/ No
未 /mi14/ No (Negación de acciones pasadas). Equivalente a 没 del Mandarín
顶 /tiɲ535/ Mas, Al máximo. Equivalente a "最" del Mandarín
猛 /mɑŋ535/ Adverbio de intensidad. Muy, Mucho. Equivalente a "很" "得很" del Mandarín. Se utiliza detrás del adjetivo o verbo. Ej: "好猛"、"喜欢猛"
还正 /uɑ313-31 ʨiɲ55/ Recién
顶对 /tiɲ535-53 tɛ55/ Justo
真当 /ʨiɲ334-33 tɑŋ334-55/ De verdad, Verdaderamente

### Partículas Auxiliares
个 /kəʔ4/ (Tono neutro) Equivalente a "的" del Mandarín
罢 /pɑ535/ Equivalente a "了" del Mandarín | Ejemplo: "我去过罢", "票买来罢"
生 /sɑŋ334/ Equivalente a "似的", "般" del Mandarín. Se coloca detrás de sustantivos,pronombres o verbos

## Gramática
- 侬是哪里人 / ¿De dónde eres?
- 我是浙江金华人 / Soy de Jinhua, Zhejiang
- 侬今年几岁了 / ¿Cuantos años tienes?
- 我七十七岁了 / Tengo 77 años
- 侬讴啖西名字 / ¿Cómo te llamas?（啖西 = 什么）
- 我讴梁子敏 / Me llamo Liaon Tsymin
- 侬屋里住哪里 / ¿Dónde vives?
- 我住得东市街 / Vivo en la calle Tonzy
- 哪个,张三 / ¿Quién es? Ciaonsa?
- 弗是,我侬是李四 / No, Soy Lisi
- 侬姓王 我也姓王 / Te apellidas Wang, Yo también me apellido Wang
- 自浪两个都姓王 / Los dos nos apellidamos Wang
- 佢浪都到杭州去了 / Fueron hasta Hangzhou
- 箇件衣裳有两个袋 / Esta prenda tiene dos bolsillos
- 侬去试试起, 侬好望望起 / Ve y prueba, Ve y fíjate
- 帮帽戴戴正 / Ponte derecho el sombrero
- 帮衣裳洗得干干净净 / Lava bien la ropa
- 箇是我侬个, 嚜个是侬个 / Esto es mio, Eso es tuyo
- 箇只鸡死了 / El pollo se murió
- 今日热猛 / Está muy caluroso hoy
- 今日危险热 / Hace demasiado calor hoy
- 好好恁儿走, 覅逃 / Ve con cuidado, No corras
- 佢会来个 / El vendrá
- 箇个吃得饱, 嚜个吃弗饱 / Esto me llena, Eso no me llena (en referencia a comida)
- 箇个吃得 嚜个吃弗得 / Este se puede comer, Ese no se puede comer
- 侬徛起来, 佢坐倒来 / Levántate, Siéntate
- 侬去啖干, 我去买菜 / ¿Qué haces?, Voy a comprar verduras
- 侬啖干去, 我买菜去 / ¿Qué haces?, Voy a comprar verduras
- 我打得过佢 我打弗过佢 / Le ganó, No le ganó
- 佢吃得落饭 / Me entra más (comida)
- 佢吃弗落饭 / No me entra más (comida)
- 侬讴佢一声 /  Llámalo un segundo
- 侬讴一声佢 / Llámalo un segundo
- 上海我去过 / He ido a Shanghái
- 我吃了一碗饭 Me comí un bowl de arroz
- 佢还正来 （刚 = 还正）/ El recién llegó
- 佢来了三日了 / Él vino hace 3 días
- 佢来嚜里吃饭 （落/来嚜里 = 在 / 在那边）/ Él esta comiendo
- 门开得嚜里 / La puerta esta abierta
- 路上停了一部汽车 / Estacionó un auto en la calle
- 侬坐记 覅徛起来 （徛=站）/ Siéntate, No te levantes
- 坐倒来吃比徛起来吃好吃些 Comer sentado es más rico que comer parado
- 天公冷起来了 / Se levantó frío
- 天公快亮了 / Esta por amanecer
- 天亮了 豪𢜶恁儿爬起来 / Amaneció, levántense rápido
- 有些地方帮太阳讴作日头 / En algunos lugares al Sol lo llaman Gniqdeu
- 佢帮碗敲破了 / Él rompió el plato
- 碗让佢敲破了 /  El plato fue roto por él
- 分我一支笔  / Pásame el lápiz
- 我比佢大三岁 / Soy 3 años más grande que él
- 我侬年纪呒没佢生大 / No soy tan grande como él
- 昨日侬去过未 / ¿Has ido ayer?
- 昨日侬去过了啊？/ ¿Has ido ayer?
- 明朝侬去弗去 / ¿Mañana vas?
- 明朝侬去弗 / ¿Mañana vas?
- 侬吃弗吃烟 / ¿Fumas?
- 侬吃烟弗 / ¿Fumas?
- 佢还未讲歇哇 / Aun no he terminado de hablar
- 侬先去 卬等记再去  / Ve tú primero, Nosotros vamos en un rato
- 再吃一碗 / Come un bowl más
- 箇件太大 调一件 / Esta prenda es muy grande
- 侬先去 我过记再来 / Ve primero, En un rato voy
- 箇件事干哪亨做 / ¿Cómo se hace esto?
- 是箇亨做 弗是嚜亨做 / No se hace así, se hace así
- 嚜个小人三四岁 / Aquel nene tiene 3 o 4 años
- 箇袋米有多几许儿重 / ¿Cuánto pesa esta bolsa de arroz?
- 侬到哪里去 / ¿A dónde vas?
- 我到街路上去 / Salgo a la calle
- 佢快点儿走 / Vete rápido
- 侬慢慢恁儿走 / Ve con cuidado
- 我明朝跟佢一起到上海去 / Mañana voy a Shanghái con el
- 我箇记就跟侬去寄信 / Ahora mismo voy contigo a mandar la carta
- 侬是哪一年来个 / ¿En qué año llegaste?
- 倘把明朝落雨 我就弗来了 / Si mañana llueve no voy